# Dieudonné Duguet
Dieudonné Duguet   (Lieja, 22 de setembre de 1794 - Lieja, 18 d'abril de 1849) fou un organista i compositor belga.
Va ser organista en la seva ciutat nadiua de l'església de Saint Denis i mestre de capella de la catedral. Junt amb Henrard i Jaspar fundà una escola de música, que s'agregà al Conservatori quan aquest es va crear. Feu executar les grans creacions dels músics alemanys, desconegudes a Bèlgica, dirigint-les amb gran encert. Al finalitzar la seva via va perdre la vista.
Entre d'altres obres va compondre: una Missa, un Te Deum, un Livre d'orgue que conté l'acompanyament del cant pla en les principals festivitats litúrgiques; una sèrie de Preludes et versets, etc.